# Вирџил ван Дајк
Вирџил ван Дајк (хол. Virgil van Dijk; 8. јул 1991) је холандски фудбалер који тренутно наступа за Ливерпул и фудбалску репрезентацију Холандије као одбрамбени играч.

## Репрезентација
| 2015   | 3  | 0 |
| 2016   | 9  | 0 |
| 2017   | 4  | 0 |
| 2018   | 8  | 3 |
| 2019   | 9  | 1 |
| 2020   | 5  | 0 |
| 2021   | 6  | 1 |
| 2022   | 5  | 1 |
| Укупно | 49 | 6 |

## Трофеји

### Селтик
- Првенство Шкотске (2) : 2013/14, 2014/15.
- Лига куп Шкотске (1) : 2014/15.

### Ливерпул
- Премијер лига (2): 2019/20, 2024/25.
- ФА куп (1) : 2021/22.
- Лига куп (2) : 2021/22, 2023/24.
- ФА Комјунити шилд (1) : 2022.
- Лига шампиона (1) : 2018/19.
- Суперкуп Европе (1) : 2019.
- Светско клупско првенство (1) : 2019.